# Manny Malhotra
Emmanuel Noveen „Manny“ Malhotra (* 18. Mai 1980 in Mississauga, Ontario) ist ein ehemaliger kanadischer Eishockeyspieler und derzeitiger -trainer, der im Verlauf seiner aktiven Karriere zwischen 1998 und 2016 unter anderem 1024 Spiele für die New York Rangers, Dallas Stars, Columbus Blue Jackets, San Jose Sharks, Vancouver Canucks, Carolina Hurricanes und Canadiens de Montréal in der National Hockey League (NHL) auf der Position des Centers bestritten hat. Seit Mai 2024 fungiert er als Cheftrainer der Abbotsford Canucks in der American Hockey League (AHL). Nach Robin Bawa war er der zweite Spieler indischer Abstammung in der NHL. Sein Schwager ist der kanadische Basketballspieler Steve Nash.

## Karriere
Malhotra, der Sohn eines Inders und einer Franko-Kanadierin, begann seine Karriere als Eishockeyspieler bei den Guelph Storm in der Ontario Hockey League, wo er von 1996 bis 1998 spielte. Der defensiv ausgerichtete Stürmer sammelte in den zwei Spielzeiten bei den Storm 95 Scorerpunkte in 118 Partien. Der Höhepunkt in dieser Zeit war dabei der Gewinn des J. Ross Robertson Cup am Ende der Spielzeit 1997/98, sowie die Auszeichnung mit der Bobby Smith Trophy. Im anschließenden Memorial Cup verlor die Mannschaft erst im Finale gegen die Portland Winter Hawks. Dennoch wurde Malhotra mit der George Parsons Trophy als sportlich fairster Spieler ausgezeichnet und ins All-Star-Team gewählt. Im Sommer wählten ihn dann die New York Rangers im NHL Entry Draft 1998 in der ersten Runde als insgesamt siebten Spieler aus.

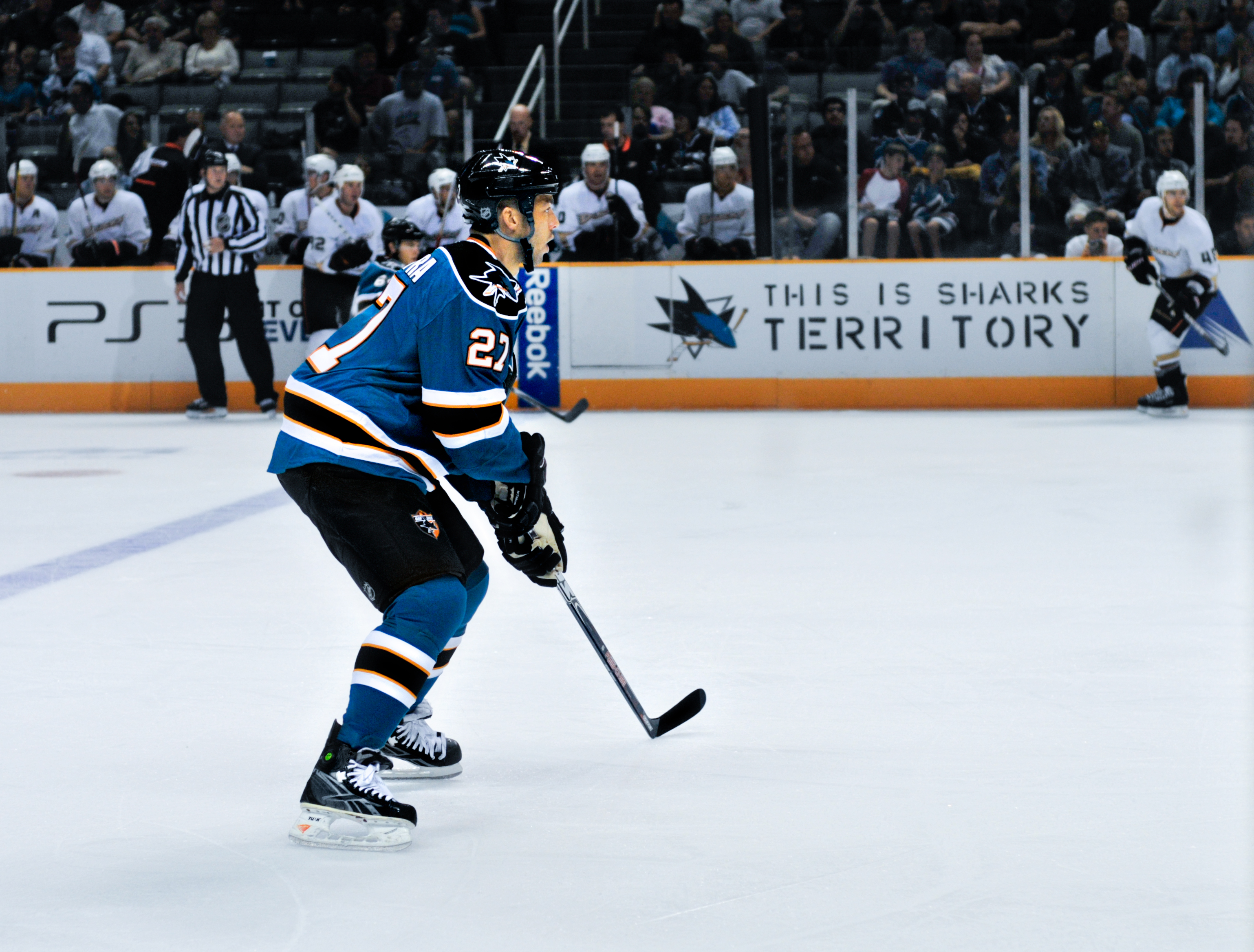
Malhotra im Trikot der San Jose Sharks (2009)

Nach dem Trainingscamp der Rangers im September 1998 schaffte der Stürmer auf Anhieb einen Platz im Stammkader des NHL-Franchises zu erhalten. In 73 Einsätzen in der Saison 1998/99 kam er auf 16 Scorerpunkte. Das folgende Spieljahr verlief weniger erfolgreich. Zwar bestritt er 27 Spiele für die Rangers in der NHL, kam aber auch wieder bei den Guelph Storm in der OHL und auch dem Hartford Wolf Pack in der American Hockey League (AHL) zum Einsatz. Mit dem Farmteam der Rangers gewann er am Saisonende den Calder Cup. Auch die Spielzeit 2000/01 verbrachte Malhotra sowohl bei den Rangers als auch dem Wolf Pack, da das Management der Rangers sich mit der Entwicklung ihres einstigen Erstrunden-Picks nicht zufrieden zeigte. Nachdem er dann die Saison 2001/02 wieder komplett in New York verbracht hatte, wurde er am 12. März 2002 zusammen mit Barrett Heisten im Tausch für Martin Ručínský und Roman Ljaschenko an die Dallas Stars abgegeben. Für die Texaner lief der Center nur eineinhalb Jahre auf, da er am 21. November 2003 von den Columbus Blue Jackets von der Waiver-Liste ausgewählt worden war, nachdem die Stars keine Verwendung mehr für ihn fanden. In Columbus spielte Malhotra die Saison 2003/04 zu Ende. Mit 25 Punkten aus 65 Begegnungen spielte er seine bis dahin beste NHL-Saison.
Aufgrund des Lockouts in der NHL-Saison 2004/05 verbrachte der Kanadier die Spielzeit in Europa. Dort spielte er zunächst von Anfang Oktober bis Ende Dezember für den HDD Olimpija Ljubljana in der slowenischen Slohokej Liga und supranationalen Interliga. Am 20. Dezember 2004 wechselte er schließlich zum HV71 Jönköping in die schwedische Elitserien, wo er die Saison auch beendete.
Zu Beginn der Spielzeit 2005/06 kehrte Malhotra zu den Columbus Blue Jackets in die NHL zurück. Erneut konnte er am Saisonende mit 31 Punkten eine persönliche Bestmarke aufstellen. Auch die folgenden drei Spielzeiten verliefen für den Stürmer überaus erfolgreich, da er stets etwa 25 bis 30 Punkte erzielen konnte. Die Saison 2008/09 stellte er mit 35 Punkten abermals einen persönlichen Rekord auf und hatte damit maßgeblichen Anteil am erstmaligen Erreichen der Playoffs in der Franchise-Geschichte der Blue Jackets. Dennoch wurde sein auslaufender Vertrag in der Sommerpause nicht verlängert, woraufhin ihn die San Jose Sharks im September 2009 ins Trainingscamp einluden. Am 23. September nahmen sie ihn schließlich für ein Jahr unter Vertrag.
Nach drei Jahren verließ er Vancouver im Sommer 2013 und wurde dadurch zu einem Free Agent. Nachdem er direkt kein neues Team finden konnte, schloss er sich mit einem Try-out-Vertrag den Charlotte Checkers an, ehe ihn die Carolina Hurricanes als Kooperationspartner der Checkers fest für ein Jahr unter Vertrag nahmen. Diesen verlängerten die Hurricanes nicht, sodass sich Malhotra im August 2014 den Canadiens de Montréal anschloss. Dort blieb er ebenfalls ein Jahr, sodass er sich ab Mai 2015 als Free Agent auf der Suche nach einem neuen Arbeitgeber befand. In den Lake Erie Monsters aus der American Hockey League fand er im Dezember 2015 schließlich ein neues Team, dem er bis zu seiner Entlassung im März 2016 treu blieb.
Anschließend beendete er seine aktive Karriere und wechselte im September 2016 in den Trainerstab der Vancouver Canucks. Die Canucks beförderten ihn im Juni 2017 zum Assistenztrainer vom neuen Cheftrainer Travis Green. Diese Position hatte er drei Jahre inne, ehe er im September 2020 in gleicher Funktion zu den Toronto Maple Leafs wechselte. Bei den Maple Leafs war Malhotra wiederum unter Sheldon Keefe bis zum Ende der Saison 2023/24 tätig, ehe er seine erste Cheftrainerposition bei den Abbotsford Canucks in der AHL übernahm, dem Farmteam der Vancouver Canucks. Mit den Abbotsford Canucks gewann er am Ende der Spielzeit 2024/25 den Calder Cup.

### International
Auf internationaler Ebene nahm Malhotra mit der kanadischen Nationalmannschaft an der U20-Junioren-Weltmeisterschaft 2000 in Schweden teil. Dabei steuerte er zum Gewinn der Bronzemedaille zwei Assists in sieben Turnierspielen bei. Des Weiteren vertrat der Defensivspezialist sein Heimatland bei der Weltmeisterschaft 2002 in Schweden. Dort kam die Mannschaft aber nicht über einen sechsten Platz hinaus. Malhotra blieb in sieben Spielen punktlos. Im Dezember 2015 war er ein Teil des Team Canada, welcher in der Schweiz am Spengler Cup teilnahm und diesen gewann.

## Erfolge und Auszeichnungen
| - 1998 Teilnahme am CHL Top Prospects Game - 1998 J.-Ross-Robertson-Cup-Gewinn mit den Guelph Storm - 1998 Bobby Smith Trophy - 1998 Memorial Cup All-Star Team | - 1998 George Parsons Trophy - 2000 Calder-Cup-Gewinn mit dem Hartford Wolf Pack - 2015 Spengler-Cup-Gewinn mit dem Team Canada - 2025 Calder-Cup-Gewinn mit den Abbotsford Canucks (als Cheftrainer) |

### International
- 2000 Bronzemedaille bei der U20-Junioren-Weltmeisterschaft

## Karrierestatistik

### International
Vertrat Kanada bei:
- U20-Junioren-Weltmeisterschaft 2000
- Weltmeisterschaft 2002

(Legende zur Spielerstatistik: Sp oder GP = absolvierte Spiele; T oder G = erzielte Tore; V oder A = erzielte Assists; Pkt oder Pts = erzielte Scorerpunkte; SM oder PIM = erhaltene Strafminuten; +/− = Plus/Minus-Bilanz; PP = erzielte Überzahltore; SH = erzielte Unterzahltore; GW = erzielte Siegtore; 1 Play-downs/Relegation; Kursiv: Statistik nicht vollständig)